# The Hitcher II: I've Been Waiting
The Hitcher II: I've Been Waiting is een Amerikaanse film uit 2003, geregisseerd door Louis Morneau. Het is het vervolg op The Hitcher uit 1986. De film speelt zich zeventien jaar na de eerste film af. Jim Halsey (C. Thomas Howell) keert terug in deze film, Nash en John Ryder niet, want die waren overleden in de eerste film.
Er is nooit een vervolg op deze film gekomen. Wel is er een remake van de eerste film gemaakt (The Hitcher). 

## Verhaal
Maggie zit aan haar vliegtuig te sleutelen. Jim Halsey loopt op haar af, als Maggie merkt dat Jim er is, schrikt ze, maar als ze ziet dat hij het is, kalmeert te. Ze voeren een kort gesprek. Daarna belt Jim luitenant Esteridge op. Hij heeft weer last van de stoornissen die bij hem overgebleven zijn van de gebeurtenissen in 1986. Opnieuw krijgt Jim de beelden. 
Jim en Maggie gaan met het vliegtuig ergens heen. Jims auto staat op deze plek. Als Jim naar een bord kijkt, ziet hij dat er bloederige kogelgaten in zitten. Dan nemen Jim en Maggie de auto.
Later zien Jim en Maggie een lifter. Maggie heeft medelijden met de lifter en neemt hem mee. Jim wil het niet, maar Maggie trapt op de rem en de wagen stopt. De lifter stapt in. Jim verdenkt hem. Als hij verdacht doet, haalt Jim zijn eigen pistool tevoorschijn en schreeuwt tegen de lifter dat hij de auto uit moet. De lifter schrikt zich dood, en gaat snel de auto uit. Jim rijdt door, maar heeft opeens ruzie met Maggie. De lifter staat bij een stilstaande vrachtwagen...
Als de ruzie tussen Jim en Maggie voorbij is, rijdt de vrachtwagen, die ze net ook gezien hadden, voorbij. Jim kijkt naar de vrachtwagen en ziet bloed. Hiervan schrikt hij, maar houdt zich in. De wagen rijdt verder en verdwijnt uit het zicht.
Na een tijdje, als Jim en Maggie nog steeds op de snelweg zijn, komt er een politieauto. De agent houdt Jim aan en ziet de koker van Jims pistool. De agent dwingt Jim uit zijn auto te komen. Opeens komt de vrachtwagen weer. De lifter. Hij stapt uit. De agent heeft de lifter onderhand gezien en denkt dat het een van zijn collega's, Billy, is. "Billy" doet vreemd, de agent wordt boos, maar dan komt hij erachter wie "Billy" echt is: het is een gevaarlijke man. Hij haalt een groot pistool tevoorschijn, de agent kijkt geschrokken, en schiet de agent neer. Jim en Maggie gaan snel hun auto in, Jim geeft plankgas, maar de lifter is hun auto in gekomen. Ze weten hem eruit te krijgen. Nu weet Maggie eindelijk wie de lifter nou echt is. Na een tijdje voelt Jim zich niet meer goed, dan neemt Maggie het stuur over.
Ze rijden naar het huis van Esteridge. Al snel komen ze erachter dat mevrouw Esteridge dood is (ze is opgehangen). In de stal van Esteridge treffen Jim en Maggie luitenant Esteridge dood aan. Opeens horen ze een geluid. Het is de lifter, hij zit in de hooizolder. Hij is van plan om Maggie neer te schieten met zijn pistool. Hij richt ("MAGGIE!" schreeuwt Jim), Jim springt voor Maggie, en de kogels uit het pistool van de lifter raken Jim twee keer. Jim valt neer. Dan komt de politie. De hond van Esteridge (die nog leeft) heeft de hand van Esteridge in zijn bek en legt die aan de voet van een van de agenten. De lifter schiet inmiddels naar de agenten. De agenten komen meteen in actie en een regen van kogels maakt de staldeur kapot. Maggie wordt in haar been geraakt door een van de kogels, maar sterft niet. Ze sleept Jim in de auto van de dode Esteridge. Ze rijdt dwars door Esteridges staldeur door en is na een tijdje uit het zicht van de agenten.
Jim en Maggie komen bij een oude boerderij. Maggie bidt tot god dat Jim het overleeft. Maggie haalt Jim al huilend uit de auto en legt hem op de grond. "Ik hou van je," zegt Jim. "Het spijt me..." huilt Maggie. En dan overlijdt Jim. Maggie weet moeilijk weg te komen. Ze gaat terug de auto in en stelpt de bloeding in haar been. Dan gaat ze op onderzoek uit. Onderweg wordt ze neergeslagen.
Als ze wakker wordt, zit ze in een hoge toren. Ze ziet de lifter. Hij doet het gat dicht. Nu moet Maggie proberen uit de toren te komen. Dat lukt, maar niet zonder pijn. Het laatste stuk valt ze naar beneden. Ze vindt een stok. Ze ziet de vrachtwagen waarin de lifter rijdt. Ze neemt de wagen en gaat naar een café. Ze koopt daar wat eten, en belt de politie. De vrouw achter de toonbank wordt vermoord, maar dit wordt niet getoond. Dan wil Maggie weggaan, maar ze komt nog een dode medewerker tegen. Dan komt ze in de eetzaal. Daar is de lifter. Maggie probeert zijn pistool te pakken. Maar dan pakt de lifter de bijl van Maggie af. Hij hakt zijn vinger af. Daarna komt de politie. De lifter zegt dat zijn vinger afgehakt is door Maggie, hij gaat mee met de agenten en Maggie wordt opgepakt.
Maggie wordt ondervraagd. De lifter heeft het allemaal maar goed. Dan brengt de politie Maggie ergens heen. Onderweg komen ze langs een bouwplaats. Een graafmachine laat de arrestantenwagen kantelen. Dat is de lifter. Hij schiet de bestuurder van de arrestantenwagen eerst dood en daarna de rest. Maggie laat hij ongedeerd. Hij geeft haar zijn pistool en geeft haar ook de sleutels van de handboeien. Dan komt er nog een politieagent aan. Hij ziet wat er is gebeurd en vraagt Maggie het pistool te laten vallen. Maggie zegt: "Het is hem, hij is hier!" "Gooi het pistool op de grond, Maggie," zegt de agent. Dan verschijnt de lifter en schiet de agent dood. Maggie schreeuwt "NEE!" en gaat achter de lifter aan, ze probeert hem neer te schieten, maar tevergeefs. Dan neemt ze verderop het vliegtuig. De lifter ziet een vrachtwagen. De bestuurder hiervan staat te plassen. De lifter vermoordt hem en neemt de vrachtwagen. Maggie heeft de lifter in de vrachtwagen ontdekt en gaat achter hem aan. Dan vliegt Maggie tegen de vrachtwagen en er volgt een explosie. Maggie stort neer, de lifter lijkt dood te zijn. Toch gaat Maggie nog even kijken. Ze haalt een koevoet uit de vrachtwagen, opent de deur en slaat de lifter uit de vrachtwagen.
Een voet trapt een gaspedaal in. De lifter zit vastgekoppeld tussen de vrachtwagen en de olietanker. Niet op de manier uit de eerste film, maar met elke arm aan een touw. Maggie plaatst een zak zand op het gaspedaal, want ze wil de dood van de lifter zien. De politie komt echter en tegen die tijd is het nog niet gedaan met de lifter. Maggie wordt opnieuw in haar been geschoten. De agenten maken de lifter los en deze slaat ze zodra het kan in elkaar. Degene die Maggie in bedwang houdt doodt hij als eerst. Daarna de anderen. Maggie heeft het geweer van een van de agenten gepakt en richt die op de lifter. De lifter loopt naar haar toe, richt zijn pistool. Maggie schiet. Er volgt opnieuw een explosie, die de lifter zelf ook opblaast. Beide handen en beide benen worden van de lifter afgetrokken. De ledematen vallen op de weg. Maggie kijkt zwijgend toe.

## Informatie
- Hoofdrollen: Jake Busey - C. Thomas Howell - Kari Wührer
- Voorloper: The Hitcher (1986)
- Vervolg: geen
- Regie: Louis Morneau
- Uitgebracht: 2003
- Opgenomen: 2001-2002
- Duur: 93 minuten
- Taal: Engels
- Productie: David Bixler
- Script: Molly Meeker - Charles R. Meeker - Leslie Scharf

## Rolverdeling
- Jake Busey - Jack (lifter)
- C. Thomas Howell - Jim Halsey
- Kari Wührer - Maggie

## Trivia
- Regisseur Morneau maakte in 2008 opnieuw een vervolg op een door iemand anders geregisseerde thriller-horrorfilm toen hij Joy Ride: Dead Ahead uitbracht. Daarin staat evenals in The Hitcher II een conflict met een psychopaat op de snelweg centraal.